# Para (district)
Para este una dintre cele 10 unități administrativ-teritoriale de gradul I ale statului Surinam. Are o suprafață de 5.393 km2, iar la recensământul din 2004 avea o populație de 18.749 locuitori. Reședinta sa este orașul Onverwacht. Para cuprinde 5 subdiviziuni (denumite în olandeză ressorten). Exploatări forestiere și de bauxită.